# Carnoy-Mametz
 Carnoy-Mametz  is een fusiegemeente (commune nouvelle) in het Franse departement Somme in de regio Hauts-de-France. De gemeente maakt deel uit van het arrondissement Péronne en telde 268 inwoners op 1 januari 2022.

## Geschiedenis
Zij is gevormd bij besluit van 26 oktober 2018 door de samenvoeging vanaf 1 januari 2019 van de landelijke gemeenten Carnoy en Mametz. Deze gemeente maakt deel uit van de intercommunalité ‘Communauté du Pays du Coquelicot’.

## Geografie
De oppervlakte van Carnoy-Mametz bedraagt 10,25 vierkante kilometer; Op 1 januari 2022 was de bevolkingsdichtheid 26,1 inwoners per km².
De onderstaande kaart toont de ligging van Carnoy-Mametz met de belangrijkste infrastructuur en aangrenzende gemeenten.

## Britse militaire begraafplaatsen
Op het grondgebied van de gemeente bevinden zich vijf Britse militaire begraafplaatsen: Devonshire Cemetery, Flatiron Copse Cemetery, Carnoy Military Cemetery, Gordon Cemetery en Dantzig Alley British Cemetery.
Acheux-en-Amiénois · Albert · Arquèves · Auchonvillers · Authie · Authuille · Aveluy · Bayencourt · Bazentin · Beaucourt-sur-l'Ancre · Beaumont-Hamel · Bécordel-Bécourt · Bertrancourt · Bouzincourt · Bray-sur-Somme · Buire-sur-l'Ancre · Bus-lès-Artois · Cappy · Carnoy-Mametz · Chuignolles · Coigneux · Colincamps · Contalmaison · Courcelette · Courcelles-au-Bois · Curlu · Dernancourt · Éclusier-Vaux · Englebelmer · Étinehem-Méricourt · Forceville · Fricourt · Frise · Grandcourt · Harponville · Hédauville · Hérissart · Irles · Laviéville · Léalvillers · Louvencourt · Mailly-Maillet · Maricourt · Marieux · Méaulte · Mesnil-Martinsart · Millencourt · Miraumont · Montauban-de-Picardie · Morlancourt · La Neuville-lès-Bray · Ovillers-la-Boisselle · Pozières · Puchevillers · Pys · Raincheval · Saint-Léger-lès-Authie · Senlis-le-Sec · Suzanne · Thiepval · Thièvres · Toutencourt · Varennes · Vauchelles-lès-Authie · Ville-sur-Ancre